# Riddick
Richard B. Riddick, noto come Riddick, è un personaggio immaginario e uno spietato assassino spaziale interpretato da Vin Diesel come protagonista e antieroe nella trilogia cinematografica diretta da David Twohy, ovvero Pitch Black, The Chronicles of Riddick e Riddick, di cui il secondo dà anche il nome all'intera saga, che comprende altresì un film d'animazione, The Chronicles of Riddick: Dark Fury, la cui azione si inserisce cronologicamente tra i primi due film principali.
Lo stesso è inoltre presente in due videogiochi la cui trama costituisce un prequel alla saga cinematografica, Escape from Butcher Bay - che vede la prima apparizione in assoluto del personaggio e di cui esiste una versione "giocata" su DVD - e Assault on Dark Athena, entrambi dell'Atari.

## Biografia
Riddick è un uomo di origine "furiana", una particolare etnia umana nota per le insolite capacità di forza, resistenza, sopravvivenza e adattamento.
La caratteristica più saliente di Riddick sono i suoi occhi, dotati del Tapetum lucidum che percepisce la radiazione luminosa a partire dalla fascia dell'ultravioletto e che gli permette di vedere al buio, ma al contempo lo rende vulnerabile alla luce intensa. Questi occhi li ha ricevuti mentre era recluso in isolamento tramite un'operazione chirurgica da un medico compiacente.
Una donna furiana, Shirah, comparve in alcune visioni a Riddick mentre lui si trovava prigioniero a Butcher Bay, dicendogli di essere stata lei a donargli la vista luminosa e mettendo confusione tra i pensieri di Riddick, incerto sui suoi stessi ricordi. Shirah ricompare a Riddick anche nel centro correzionale di Crematoria, dove la misteriosa donna istruisce Riddick sulle sue origini furiane e lo rende consapevole di tutte le sue potenzialità.
Rispetto alla sua discendenza furyana, Riddick si rivela un Furiano Alfa, ossia un tipo umano privilegiato per le proprie qualità fisiche e maggiormente predisposto alla sopravvivenza.
Seguendo una profezia secondo la quale sarebbe stato un furiano ad eliminare il Lord Marshall dei Necromonger, pare che tutti i furiani maschi siano stati sterminati e Riddick riferisce di essere stato, da neonato, lasciato per morto in un cassonetto di immondizia dopo essere stato strangolato con il suo cordone ombelicale.
Altra informazione conosciuta su Riddick è il fatto che è un fuorilegge ed un assassino famoso (tanto che la protagonista di Dark Fury vuole accaparrarselo per il suo museo vivente) e che è evaso da un carcere di massima sicurezza chiamato "Butcher Bay", ove è stato consegnato da Johns, il cacciatore di taglie che lo catturerà nuovamente dopo la sua evasione al termine di un lungo inseguimento descritto nel diario di Johns e presente tra i contenuti speciali del DVD di Pitch Black, il quale comincia appunto con l'imbarco di Johns e del suo prigioniero in una nave di coloni destinata poi a fare naufragio.
Dopo aver ucciso il Lord Marshall, diviene il nuovo capo supremo dei Necromonger, secondo la cui tradizione "ciò che uccidi rimane a te".
Tradito dai suoi stessi sudditi, finisce su un pianeta desolato abitato da creature ostili. Dopo aver affrontato un cargo di cacciatori di taglie, riesce a lasciare il pianeta e si dirige verso il pianeta dei Necromonger, desideroso di vendetta.

## Poteri ed abilità
A causa della sua natura furiana, Riddick è in possesso di capacità fisiche e cognitive molto sviluppate, sebbene non sovrumane. È comunque abbastanza forte da sollevare un uomo adulto con una sola mano e di compiere azioni di agilità e velocità degne dei migliori atleti olimpionici. Ha un quoziente d'intelligenza molto alto e si è dimostrato un eccellente tattico in diverse occasioni. È inoltre dotato di un'indomabile forza di volontà che lo ha reso immune ai poteri del Lord Marshal.
È un esperto di sopravvivenza, dimostrando di potersi adattare a qualsiasi tipo di ambiente, anche a quelli più impervi come quelli polari o desertici: è difatti un abile cacciatore, tracker, segugio e guerrigliero. È anche un esperto combattente ed assassino: eccelle nell'uso di qualsiasi tipo di arma, ma preferisce di gran lunga quelle da taglio poiché ama i combattimenti corpo a corpo; proprio in questo tipo di scontro si rivela senza eguali, sconfiggendo avversari molto preparati come il poliziotto William Johns (nonostante durante lo scontro quest'ultimo fosse imbottito di morfina e quindi più forte del normale) addirittura giocando con lui; l'unico in grado di metterlo in seria difficoltà è stato il Lord Marshal a causa dei suoi poteri. Nei combattimenti ravvicinati utilizza perlopiù un mix di Escrima, Krav maga, Ninjutsu ed Hapkido molto efficiente: nel secondo film è stato infatti in grado di uccidere numerosi guerrieri Necromonger senza subire una sola ferita.
Per migliorare la sua vista notturna Riddick si è sottoposto ad un'operazione che lo ha provvisto di occhi da felino; questo espediente, però, se da un lato può essere vantaggioso, dall'altro può rappresentare uno svantaggio, poiché di giorno i suoi occhi diventano troppo sensibili alla luce solare e questo lo obbliga a portare costantemente degli occhiali protettivi.